# Anhua, Yunnan
Anhua  (kinesiska: 安化) är en socken i Kina. Den ligger i provinsen Yunnan, i den sydvästra delen av landet, omkring 72 kilometer söder om provinshuvudstaden Kunming. Antalet invånare är 9 160. Befolkningen består av 4 446 kvinnor och 4 714 män. Barn under 15 år utgör 20,0 %, vuxna 15-64 år 70 %, och äldre över 65 år 9,0 %.
Runt Anhua är det tätbefolkat, med 411 invånare per kvadratkilometer. Närmaste större samhälle är Qianwei, 10,3 km sydost om Anhua. Trakten runt Anhua består till största delen av jordbruksmark.
Genomsnittlig årsnederbörd är 1 044 millimeter. Den regnigaste månaden är juni, med i genomsnitt 211 mm nederbörd, och den torraste är februari, med 12 mm nederbörd.